# Hiraea smilacina
Hiraea smilacina là một loài thực vật có hoa trong họ Malpighiaceae. Loài này được Standl. mô tả khoa học đầu tiên năm 1933.